# Holzhausen (Bahrenborstel)
Holzhausen è una frazione (Ortsteil) del comune di Bahrenborstel, nel land della Bassa Sassonia, in Germania.

## Storia
Già comune autonomo nel circondario della contea di Diepholz, fu soppresso e incorporato a Bahrenborstel il 1º marzo 1974.